# Zoe Cassavetes
Zoe Rowlands Cassavetes, talvolta accreditata anche come Zoe R. Cassavetes, (29 giugno 1970) è un'attrice, regista e sceneggiatrice statunitense.

## Biografia
Figlia del regista e attore John Cassavetes, di origini greche, e dell'attrice Gena Rowlands, nonché sorella di Nick e Alexandra, attori e registi, sua nonna paterna Katherine era a sua volta un'attrice. Ha la sua prima esperienza nel mondo del cinema all'età di un anno, con un ruolo non accreditato come bambina nel film Minnie and Moskowitz, diretto da suo padre John. Il suo primo ruolo di rilievo è nel 1991 nel film Ted & Venus, cui seguono ruoli secondari nei film Rumori fuori scena e Quella cosa chiamata amore. Nel 1994, con l'amica cineasta Sofia Coppola, crea e conduce la serie televisiva di Comedy Central Hi Octane, uno spettacolo di scenette e varietà che ospita artisti come Keanu Reeves, i Beastie Boys e Martin Scorsese. Hi Octane dura una sola stagione, ma è ricordata come una delle prime serie interamente girate in digitale.
Il suo debutto alla regia avviene nel 2000 con il cortometraggio del Sundance Film Festival Men Make Women Crazy Theory. È conosciuta soprattutto come regista e sceneggiatrice del film Broken English (2007), con Parker Posey e Gena Rowlands. La sua ispirazione per Broken English trae spunto dalla percezione che la felicità derivi solo dall'essere innamorata di qualcuno. Il film è presentato in concorso al Festival cinematografico internazionale di Mosca 2007. Per tale film, l'attrice è candidata all'Independent Spirit Award per la miglior sceneggiatura d'esordio nel 2008, ma il premio va a Diablo Cody per Juno.
Nel 2012 è invitata a partecipare a The Women's Tales, campagna pubblicitaria di Miu Miu; il cortometraggio The Powder Room, che crea per il progetto, è presentato in anteprima al 69ª Mostra internazionale d'arte cinematografica di Venezia. Il suo secondo lungometraggio, Day Out of Days, vede Alexia Landeau nei panni di un'attrice quarantenne che fatica a rimanere a galla a Hollywood; il cast comprende anche Melanie Griffith, Eddie Izzard, Cheyenne Jackson, Vincent Kartheiser, Alessandro Nivola, Brooke Smith e Bellamy Young.

## Vita privata
È sposata con Sebastien Chenut.

## Filmografia

### Regista
- Men Make Women Crazy Theory – cortometraggio (2000)
- Broken English (2007)
- X Femmes – serie TV, 1 episodio (2009)
- Somebody to Love – videoclip (2009)
- The Powder Room – cortometraggio (2012)
- Paris – cortometraggio (2013)
- Day Out of Days (2015)
- My Dead Ex – serie TV (2018)

### Attrice
- Minnie and Moskowitz (Minnie and Moskovitz), regia di John Cassavetes (1971)
- Ted & Venus, regia di Bud Cort (1991)
- Rumori fuori scena (Noises off), regia di Peter Bogdanovich (1992)
- Quella cosa chiamata amore (The Thing Called Love), regia di Peter Bogdanovich (1993)

### Sceneggiatrice
- Broken English (2007)
- Paris – cortometraggio (2013)
- Day Out of Days (2015)